# Bernardo O'Higgins
Bernardo O'Higgins Riquelme (Xile, 20 d'agost de 1778 - Lima, 24 d'octubre de 1842) va ser un militar xilè. És considerat un dels Pares de la Pàtria xilena, va ser una de les figures militars fonamentals de la independència i el primer cap d'estat de Xile independent sota el títol de Director Suprem entre 1817 i 1823, quan va renunciar voluntàriament al càrrec per a evitar una guerra civil, exiliant-se al Perú fins a la seva mort.

## Biografia
Conegué a Richmond, on estudiava, a Francisco de Miranda (1799), qui el va guanya a la causa de la independència hispanoamericana i a les idees de la francmaçoneria. El 1810 (revolució de Santiago) s'aprestà a col·laborar amb la Junta que havia de governar Xile mentre durés el captiveri de Ferran VII. Designat diputat al congrés el 1811, O'Higgins fou nomenat vocal de la Junta, presidida per José Miguel Carrera Verdugo, qui va ser deposat al mateix temps que s'atorgava a O'Higgins el càrrec de general en cap de l'exèrcit (gener de 1814). La derrota de Membrillar davant els reialistes portà al tractat de Lircay, pel qual es reconeixia l'autoritat reial. Aquest tractat causà gran descontentament entre els patriotes xilens, la qual cosa fou aprofitada pels germans Carrera Verdugo per a galvanitzar l'oposició al seu voltant. Enfrontats a O'Higgins, el venceren a la batalla de Maipó, però l'arribada de noves tropes reialistes determinà la reconciliació (abraçada del riu Maipó). Iniciada la restauració espanyola, O'Higgins s'incorporà a Mendoza a l'exèrcit dels Andes que San Martín organitzava (1816). El 1817 reinicià la reconquesta xilena amb la victòria de Chacabuco (febrer de 1817) i va ser nomenat director suprem. Després de la declaració d'independència a Talca (febrer de 1818), O'Higgins i San Martín foren derrotats a Chancharrayada (març de 1818) pels reialistes. Tot i estar ferit, O'Higgins participà en la decisiva confrontació de Maipú (abril de 1818), la qual assegurà definitivament la independència de Xile. Un cop ordenada l'execució d'importants independentistes (entre els quals els germans Juan José i José Luis Carrera Verdugo, l'abril de 1818), a l'agost de 1818 feu aprovar una constitució dictatorial; durant la seva gestió política va rebre el suport de la noblesa i l'alta burgesia, que el varen abandonar quan abolí la noblesa i intentà suprimir els mayorazgos. A més, va haver d'afrontar la fallida de 1818. El maig d'aquell mateix any havia aconseguit desbandar l'armada espanyola del Pacífic, la qual cosa propicià la independència del Perú. La seva política de foment de les obres públiques i de l'educació nacional augmentaren la seva popularitat, però el 1821 començà el seu declivi polític, després de l'afusellament de José Miguel Carrera Verdugo. El descontentament popular esclatà en les sublevacions de Concepción i la Serena. Dimitit el gener de 1823, el substituí a l'agost Ramón Freire i ell fou desterrat al Perú, des d'on continuà exercint la seva influència a través del seu antic ministre Rodríguez Aldea.